# Luke McAlister
Charles Luke McAlister (Nueva Plymouth, 28 de agosto de 1983) es un jugador neozelandés de rugby que se desempeña como centro y juega en el Stade Toulousain.

## Selección nacional
Fue convocado a los All Blacks por primera vez en julio de 2005 para enfrentar a los British and Irish Lions, que se encontraban de gira por el país. Debido a que se marchó al extranjero, no fue tenido en cuenta para el seleccionado a pesar de su regreso al país en 2010, por ello disputó su último partido en noviembre de 2009 ante Les Bleus. En total jugó 30 partidos y marcó 153 puntos.

### Participaciones en Copas del Mundo
Solo disputó una Copa del Mundo; Francia 2007 donde los All Blacks llegaron como favoritos, como siempre. Barrieron su grupo, pero en cuartos de final se toparon con una Francia donde dio el gran golpe venciéndolos por 20-18 dejando así su peor actuación hasta el momento en mundiales.
| Mundial                       | Sede    | Resultado        | PJ | Tries |
| ----------------------------- | ------- | ---------------- | -- | ----- |
| Copa Mundial de Rugby de 2007 | Francia | Cuartos de final | 4  | 1     |

## Palmarés
- Campeón del The Rugby Championship de 2005, 2006 y 2007.
- Campeón del Top 14 de 2011–12.